# Sierra de Xucaneb
La Sierra de Xucaneb est une formation montagneuse du Guatemala. Son point culminant est le Cerro Xucaneb qui culmine à 1 956 m d'altitude.